# Nemoràlia

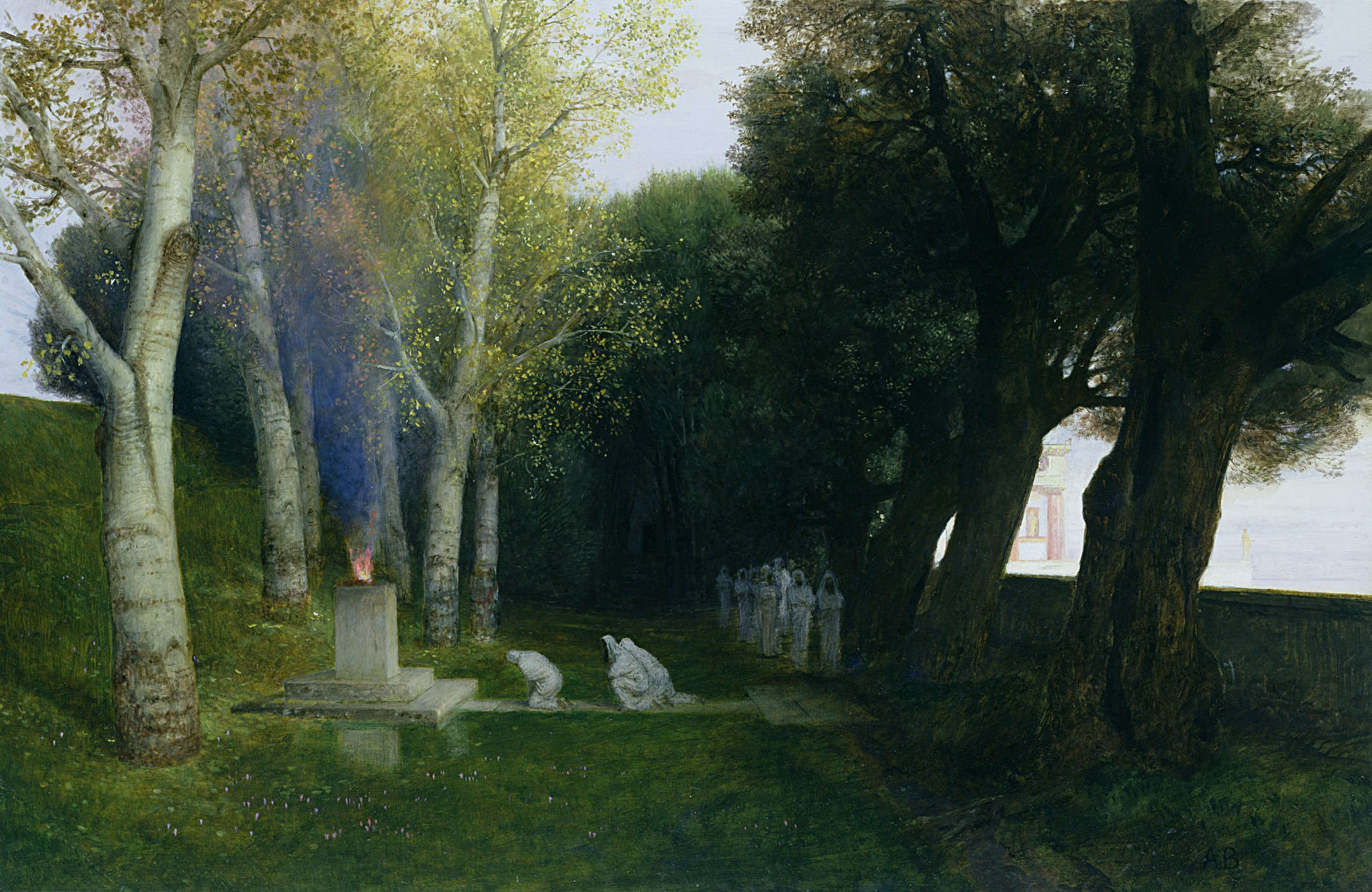
"El bosc sagrat", pintura d'Arnold Böcklin,(Kunsthalle, Hamburg)

Nemoràlia (en llatí Nemoralia), era el nom d'una festivitat del calendari religiós de l'antiga Roma, que estava relacionat amb dues funcions del culte a Diana: la cura per les terres de pastura i la protecció de les noies joves.

## El nom
Nemoralia, segons Preller procedeix de la paraula nemus, molt lligada a la paruala lucus, que va originar la Lucària. Un nemus era una zona de pastura dins d'un bosc, mentre que lucus era una clariana, generalment de caràcter sagrat. Aquests espais eren la llar natural dels déus: de Silvanus, de Júpiter, i Diana que, per aquest motiu a Arícia era nomenada «Diana nemorensis».
A la majoria dels calendaris, aquesta festa apareix amb el nom de Dianae o també Sacrum Deanae, ja que l'objectiu era honorar Diana nemorensis. Se celebrava per l'idus d'agost, un dia que era compartit amb celebracions dedicades a altres déus:Júpiter (com tots els idus de cada mes), Vortumnus, Hèrcules Invicto i els germans Càstor i Pòl·lux.

## Llocs de culte
A Roma se li retia culte al seu temple de l'Aventí. No hi ha cap escrit que descrigui el desenvolupament de la festa, però se suposa que se li sacrificava una vaca, ja que a la part exterior d'aquest temple hi havia unes banyes de vaca, a diferència d'altres temples de Diana en altres ciutats que tenien banyes de cérvol. També se sap que era un dia lliure per als esclaus.
Fora de Roma, al santuari d'Arícia, es feia una celebració diferent, descrita per J. Frazer al seu llibre La Branca Daurada. Aquest autor connecta la festa de la Nemoràlia amb primitius rituals màgics per invocar la pluja, necessària en aquesta època de l'any perquè no s'assequin les pastures.
Per les imatges votives trobades a Arícia, es desprèn que Diana era invocada per dones embarassades demanant a la deessa un bon part. Això no és d'estranyar, en part per la llegenda mitològica de Diana que narra com es va refugiar als boscos per evitar ser forçada a perdre la virginitat, i en part per la vinculació que feien els romans entre Diana i Vesta. El ritual de la Nemoràlia implicava encendre una torxa amb el foc sagrat que cremava perpètuament al seu santuari i transportar aquesta flama purificadora a cada llar domèstica. Com que era un dia d'estiu i, per tant calorós, Frazer interpreta que aquesta part de la festa es devia fer de nit, mentre que de dia es feien altres activitats: els joves feien un àpat campestre i els gossos es decoraven amb corones de flors.
Cató va fer un llistat d'altres ciutats connectades al mateix tipus de culte d'Arícia: Tusculum, Lavinium, Laurentum, Tibur, Cora, Pometia i Ardea.